# 10-й бомбардировочный авиационный полк
Не следует путать с 10-м дальнебомбардировочным авиационным полком
10-й бомбардировочный авиационный Ленинградский Краснознамённый полк, он же 10-й скоростной бомбардировочный авиационный полк — воинская часть ВС СССР в Великой Отечественной войне.

## История
Полк сформирован в Сиверском в 1939 году путём переименования 10-го авиационного полка.
Принимал участие в Зимней войне.
Частично базировался на расположенном в 25 километрах к северу аэродроме Красногвардейск.
В составе действующей армии во время ВОВ c 22 июня 1941 по 29 августа 1941, с 15 января 1942 по 14 июля 1942 и с 1 декабря 1942 по 3 сентября 1943 года.
На 22 июня 1941 года базируется в Сиверском, имея в своём составе 50 самолётов СБ (в том числе 11 неисправных).
С первых дней войны совершает боевые вылеты против финских войск, так 25 июня 1941 года бомбит аэродром Миккели и Мантыхарью. С 4 июля 1941 года наносит бомбовые удары по немецким мотомеханизированным и танковым частям у реки Западная Двина и переправам на реке. Так, 4 июля 1941 года бомбардирует вражескую колонну на шоссе Резекне — Пыталово. В ходе боёв несёт большие потери. В середине июля 1941 года поддерживает с воздуха советские войска в ходе контрудара под Сольцами, бомбит плацдармы на Луге, в основном в районе Сабска, в целом действует южнее Ленинграда до середины августа 1941 года.
29 августа 1941 года отведён в резерв в Казань, перевооружён самолётами Пе-2. Вновь приступил к боевым действиям в январе 1942 года, поддерживая с воздуха советские войска, проводившие Любаньскую наступательную операцию. Действует в районах Любани, Мясного Бора, Погостья до июля 1942 года, после чего снова выведен на переформирование.
В конце 1942 года направлен на Сталинградский фронт, действовал под Сталинградом, затем в 1943 году на Северном Кавказе, Кубани, Крыму.
3 сентября 1943 года на Северо-Кавказском фронте преобразован Приказом НКО СССР № 265 от 03.09.1943 года в 124-й гвардейский бомбардировочный авиационный полк

## Подчинение
| Дата            | Фронт (округ)                                              | Армия      | Корпус                           | Дивизия                  | Примечания                          |
| --------------- | ---------------------------------------------------------- | ---------- | -------------------------------- | ------------------------ | ----------------------------------- |
| 22.06.1941 года | Северный фронт                                             | 23-я армия | -                                | 41-я авиационная дивизия | -                                   |
| 01.07.1941 года | Северный фронт                                             | 23-я армия | -                                | 41-я авиационная дивизия | -                                   |
| 10.07.1941 года | Северный фронт                                             | 23-я армия | -                                | 41-я авиационная дивизия | -                                   |
| 01.08.1941 года | Северный фронт                                             | -          | -                                | 41-я авиационная дивизия | -                                   |
| 01.09.1941 года | -                                                          | -          | -                                | -                        | на переформировании                 |
| 01.10.1941 года | -                                                          | -          | -                                | -                        | на переформировании                 |
| 01.11.1941 года | -                                                          | -          | -                                | -                        | на переформировании                 |
| 01.12.1941 года | -                                                          | -          | -                                | -                        | на переформировании                 |
| 01.01.1942 года | Резерв Ставки ВГК                                          | -          | -                                | -                        | -                                   |
| 01.02.1942 года | Волховский фронт                                           | 59-я армия | 2-я резервная авиационная группа | -                        | -                                   |
| 01.03.1942 года | Волховский фронт                                           | 59-я армия | 2-я резервная авиационная группа | -                        | -                                   |
| 01.04.1942 года | Волховский фронт                                           | -          | 2-я резервная авиационная группа | -                        | -                                   |
| 01.05.1942 года | Ленинградский фронт (Группа войск Волховского направления) | -          | 2-я резервная авиационная группа | -                        | -                                   |
| 01.06.1942 года | Ленинградский фронт (Волховская группа войск)              | -          | 2-я резервная авиационная группа | -                        | -                                   |
| 01.07.1942 года | Волховский фронт                                           | -          | 2-я резервная авиационная группа | -                        | -                                   |
| 01.08.1942 года | Резерв Ставки ВГК                                          | -          | -                                | -                        | -                                   |
| 01.09.1942 года | Резерв Ставки ВГК                                          | -          | -                                | -                        | -                                   |
| 01.10.1942 года | -                                                          | -          | -                                | -                        | не установлено, на переформировании |
| 01.11.1942 года | -                                                          | -          | -                                | -                        | не установлено, на переформировании |
| 01.12.1942 года | Сталинградский фронт                                       | -          | -                                | -                        | точных данных нет                   |
| 01.01.1943 года | Донской фронт                                              | -          | -                                | -                        | точных данных нет                   |
| 01.02.1943 года | Донской фронт                                              | -          | -                                | -                        | точных данных нет                   |
| 01.03.1943 года | Северо-Кавказский фронт                                    | -          | -                                | -                        | точных данных нет                   |
| 01.04.1943 года | Северо-Кавказский фронт                                    | -          | -                                | -                        | точных данных нет                   |
| 01.05.1943 года | Северо-Кавказский фронт                                    | -          | -                                | -                        | точных данных нет                   |
| 01.06.1943 года | Северо-Кавказский фронт                                    | -          | -                                | -                        | точных данных нет                   |
| 01.07.1943 года | Северо-Кавказский фронт                                    | -          | -                                | -                        | точных данных нет                   |
| 01.08.1943 года | Северо-Кавказский фронт                                    | -          | -                                | -                        | точных данных нет                   |
| 01.09.1943 года | Северо-Кавказский фронт                                    | -          | -                                | -                        | точных данных нет                   |

## Командиры
- майор, подполковник, полковник Нечипоренко Степан Игнатьевич[2], 11.1938 - 08.1941
- подполковник Григорий Андреевич Николаев, с 1943, погиб 14.09.1944 г. под Ригой[3].
- майор, Горелов Константин Васильевич, д.р.21.05.2011, дата призыва: 01 июня 1936

## Награды и наименования
| Награда                | Дата       | За что получена |
| ---------------------- | ---------- | --- |
| Орден Красного Знамени | 11.04.1940 | За образцовое выполнение боевых заданий командования на фронте борьбы с финской белогвардейщиной и проявленные при этом доблесть и мужество |
| «Ленинградский»        | 04.05.1943 | В ходе войны многие авиачасти и соединения военных воздушных сил Красной Армии показали образцы мужества и геройства в борьбе против фашистских захватчиков. Некоторые из них уже получили звания Гвардейских частей и соединений, а иx личный состав с гордостью носит нагрудные знаки Гвардии Советского Союза. В целях дальнейшего закрепления памяти о героических подвигах наших славных Сталинских соколов и создании традиций для поступающего в эти части молодого поколения. |

## Отличившиеся воины полка
| Награда | Ф. И. О.                    | Должность           | Звание  | Дата награждения | Примечания                         |
| ------- | --------------------------- | ------------------- | ------- | ---------------- | ---------------------------------- |
|         | Михайлов, Леонид Васильевич | командир эскадрильи | капитан | 22.07.1941       | 04.07.1941 совершил огненный таран |